# Világnézet
A világnézet az emberek és csoportjaik tudásán, hagyományain, tapasztalatain, érzékelésén alapuló, a világ egészére, a társadalomra és azon belül az egyes emberek szerepére, az élet értelmére vonatkozó  személyes értékelések, elképzelések, látásmódok összessége. Ennek megfelelően a világnézet a személyek, csoportok és egész emberi civilizációk kulturális identitásának alapja. Amennyiben az embereknek a fentiekkel kapcsolatos meggyőződései összefüggő rendszert alkotnak, zárt világnézetről, hitvilágról beszélhetünk. Az ilyen világnézeti rendszerek közösek lehetnek egy-egy csoportra, egész társadalmakra, de akár különböző civilizációkra nézve is, mint ahogy az a nagy világvallások társadalmi hatása esetében is történik.

## Jellemzői
Világnézetnek nevezzük a világ legáltalánosabb, legátfogóbb értelmezését. Ez állhat objektív tudományos ismeretből, annak különböző értelmezéséből, a tudománnyal ellenkező nézetekből, és állhat egyáltalán nem objektív, azaz szubjektív véleményekből, életszemléletből, értékrendből. Világnézetnek nevezhető tehát a tudományok átfogó rendszere önmagában, vagy egy bizonyos értelmezésben, egy politikai ideológia, egy filozófiai iskola nézetei, és egy hitrendszer, vallás is, vagy ezeknek keveréke. Az értékrendet bizonyos esetben a világnézetbe bele veszik, bizonyos esetben nem.
Amennyiben csak olyan elemeket tartalmaz, amelyek a fentiek bármelyikébe sorolható, esetleg azokból étlapszerűen összeválogatott vegyes válaszokat ad az előzőeket foglalkoztató kérdésekre, akkor azt minden további minősítés nélküli világnézetnek, felfogásnak, személyes véleménynek nevezik. Amennyiben valaki önmagát és hovatartozását az előbbiek szerint csoportosított irányzatokhoz vagy szélesebb kategóriákhoz köti, akkor valamelyik hívőjének, vallójának követőjének, -elvűnek, tanítványának vagy szószólójának stb. számít és akár formálisan is tagja lehet az ilyen világnézetűek valamilyen szervezetének.
Amennyiben egy világnézet összefüggő tanok vagy dogmák rendszere, ezekkel kapcsolatosan összefüggések magyarázatának racionális vagy hit alapon való elfogadása, úgy ideológia vagy indoktrináció a neve.

## Világnézet a gyakorlatban
Az emberek nagy részének nincs kiforrott, saját világnézete, véleménye sincsen sokszor olyan dolgokról, amelyeket nem ismer.  Viszont már a kisgyermeknek is vannak tapasztalatai, nézetei (véleményei)  és sémái a világról. Ennek ellenére ez nem jelenti azt, hogy az, akinek egységes, vagy összefüggő világnézete van, annak tapasztalata is van e nézetek igazságáról, tarthatóságáról vagy megvédhetőségéről. Általában egy közismert világnézethez csatlakozik, vagy néhány ilyenből rakja össze saját világnézetét, ehhez adva hozzá még azokat a tapasztalatait, amivel rendelkezik.
Mivel az emberek szívesen megosztják, sokszor egyeztetik tapasztalataikat, nézeteiket és véleményüket a világról állítások formájában, a világnézetüket nap mint nap kifejezésre juttatják, gyakorolják.

## Fordítás
- Ez a szócikk részben vagy egészben  a   Weltanschauung című német Wikipédia-szócikk ezen változatának fordításán alapul.  Az eredeti cikk szerkesztőit annak laptörténete sorolja fel. Ez a jelzés csupán a megfogalmazás eredetét és a szerzői jogokat jelzi, nem szolgál a cikkben szereplő információk forrásmegjelöléseként.